# Artur Braun
Artur Braun (* 24. Juni 1925 in Frankfurt am Main; † 3. November 2013) war ein deutscher Ingenieur und Unternehmer. 
Zusammen mit seinem Bruder Erwin leitete Artur Braun den vom Vater Max gegründeten Elektrogeräte-Hersteller Braun von 1951 bis zu dessen Verkauf an Gillette (heute zu Procter & Gamble gehörig) im Jahre 1967. 
Artur Braun war an der Entwicklung beteiligt von Produkten wie dem Radiogerät Braun SK 1 (1954), dem Radio-Plattenspieler-Kombination Braun SK 4 (1956, umgangssprachlich als „Schneewittchensarg“ bezeichnet) und dem Elektrorasierer Braun Sixtant SM 31 (1962).